# DUX Logroño
 (février 2020).
Maillots
Le DUX Logroño est un club de football féminin espagnol situé à Logroño, fondé en 2008. L'équipe évolue actuellement en Liga F.